# Hans Abt
Hans Abt (* 7. Juli 1869 in Basel; † 7. März 1939 ebenda; heimatberechtigt in Arlesheim) war ein Schweizer Jurist, Politiker und Lokalhistoriker.

## Leben

### Familie
Hans Abt wuchs als Sohn des Kaufmanns Heinrich Abt in einer Familie mit Wurzeln in Arlesheim und einer elsässischen Mutter auf.  
In erster Ehe war er seit 1894 mit Maria Franziska Karolina (geb. Weber) aus Schwyz verheiratet; diese Ehe blieb kinderlos.
Im Jahr 1910 heiratete er in zweiter Ehe Marcelle (geb. Lumpert), die ebenfalls aus Basel stammte; gemeinsam hatten sie zwei Kinder.

### Werdegang
Hans Abt besuchte das Gymnasium (siehe Kantonsschule Kollegium Schwyz) in Schwyz und die Stella Matutina der Jesuiten in Feldkirch. 
Er setzte seine akademische Ausbildung an den Universitäten in Innsbruck, Strassburg, Freiburg und Basel fort, wo er 1893 mit dem Doktorat in Rechtswissenschaften abschloss; in Innsbruck studierte er anfänglich Geschichte und später erst die Rechtswissenschaften. Er besuchte dort unter anderem die Vorlesungen von Ludwig von Pastor.  
Nach seinem Studium begann er seine berufliche Laufbahn als Anwalt und Schreiber am Gericht in Arlesheim. Seine juristische Karriere setzte er fort, indem er von 1896 bis 1907 als Bezirksgerichtspräsident des Bezirks Birseck in Arlesheim tätig war. Anschließend war er von 1907 bis 1924 Zivilgerichtspräsident in Basel. Von 1924 bis 1934 hatte er das Amt des Präsidenten des Basler Appellationsgerichts inne. 
Neben seiner richterlichen Tätigkeit engagierte er sich aktiv in verschiedenen Gremien, darunter dem Erziehungsrat und dem Vormundschaftsrat. In den Jahren 1900 bis 1903 bekleidete er zudem das Amt des Gemeindepräsidenten in Arlesheim. Er war ein Verfechter der Selbstverwaltung der Gemeinden und glaubte an die Bedeutung der politischen Teilhabe. Trotz seiner tiefen Überzeugung hielt er seine politischen Aktivitäten immer im Einklang mit seinem Richteramt.
Hans Abt trat auch als Journalist in Erscheinung. Er verfasste Essays und Wochenberichte für das Basler Volksblatt sowie für die Schweizerische Rundschau, zu deren Mitgründern er gehörte; mit Hans von Matt, ein weiterer Mitgründer, pflegte er eine enge Freundschaft. In beiden Halbkantonen verwurzelt, wurde er zu einer zentralen Figur der Wiedervereinigungsbewegung (siehe Basler Kantonstrennung), die sich für die Einheit der beiden Halbkantone Basel-Stadt und Basel-Landschaft einsetzte. Er stand dieser Bewegung vor und arbeitete im Alter an einem Verfassungsentwurf für den Gesamtkanton.
1924 veröffentlichte er in der Schweizerischen Rundschau eine Stellungnahme zur Schrift Schweizerisches Bundesstaatsrecht von Fritz Fleiner.
In seiner schriftstellerischen Tätigkeit veröffentlichte er mehrere historische Werke, darunter 1935 Erinnerungen eines alten Richters (1935) und 1937 L'Isle am Doubs, ein Basler Besitz in der Freigrafschaft.

## Mitgliedschaften
Hans Abt gehörte der Zunft zum Goldenen Stern in Basel an.

## Schriften (Auswahl)
- Erinnerungen eines alten Richters. Basel, Selbstverlag, 1935.
- L'Isle am Doubs, ein Basler Besitz in der Freigrafschaft. Basel, 1937.